# Amalasonte
Amalasonte (en gotique Amalaswinþa, en italien Amalasunta), née vers 495-500 à Ravenne et morte assassinée en 535 à Bolsena, est une reine ostrogothique.
Elle est la fille de Théodoric le Grand, roi des Ostrogoths, de la dynastie des Amales, et de la princesse franque païenne Audoflède, sœur de Clovis Ier, roi des Francs.

## Biographie

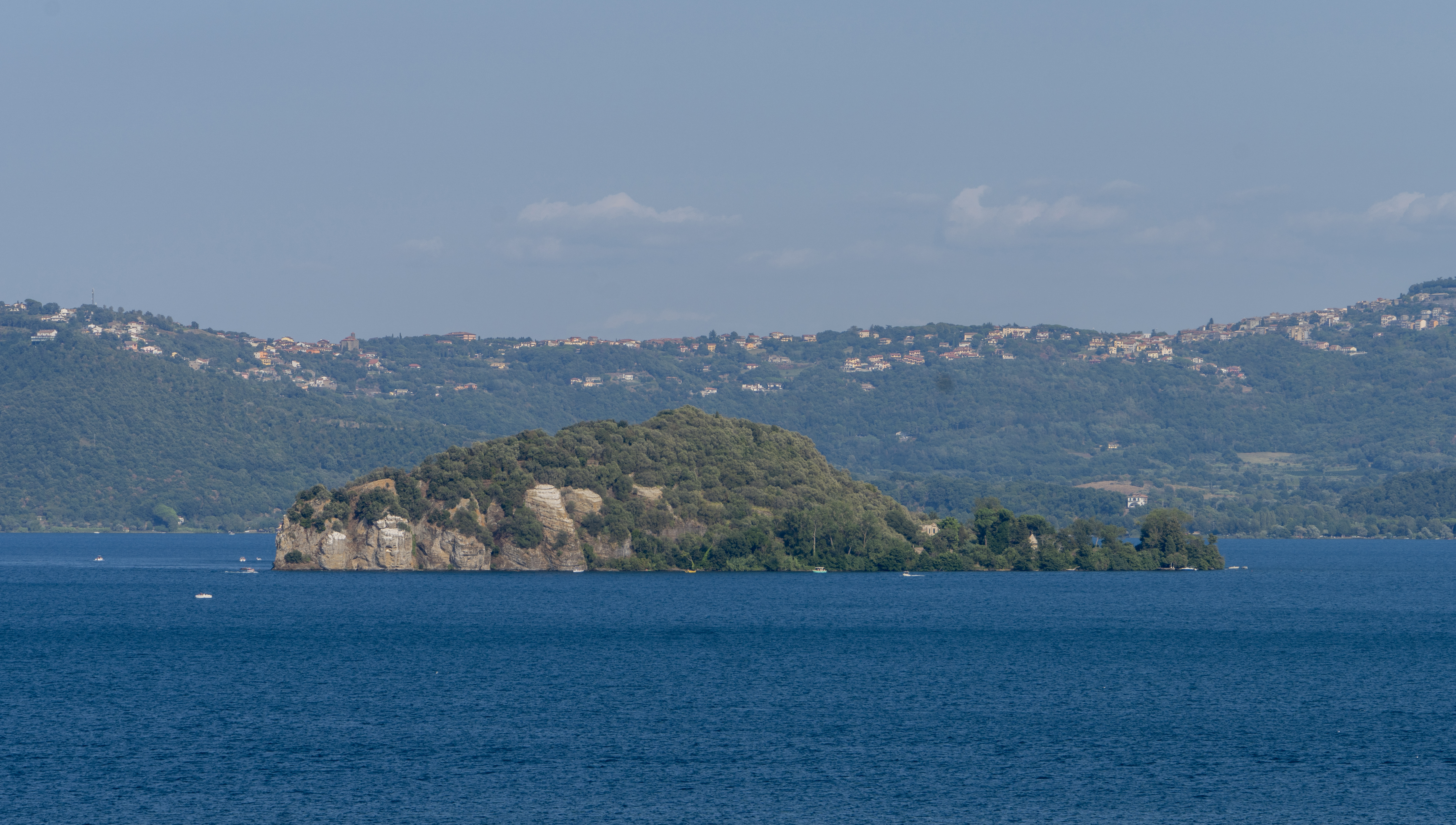
L'île Martana où Amalasonte fut recluse et exécutée.

Amalasonte naît entre 495 et 500. Avec ses sœurs Ostrogotho Areagni et Theodegotha, elle est l'une des trois filles du roi des Ostrogoths Théodoric le Grand.
Durant son enfance, elle est élevée dans l'arianisme, la religion de son père, et devient rapidement une princesse cultivée grâce à des études en littérature et en philosophie classique. Elle est également trilingue, pratiquant le gotique, le latin et le grec, des compétences linguistiques qui lui seront utiles par la suite en tant que reine.
D'après Grégoire de Tours, elle entretient des relations compliquées avec sa mère, la reine Audoflède.
En 515, elle épouse le petit-fils de Bérimund, le prince amale Eutharic, un lointain cousin destiné à succéder à Théodoric, sans postérité mâle. Ce prince meurt quelques années plus tard, laissant un jeune fils prénommé Athalaric, que Théodoric désigne comme son héritier, et une fille, Matasonte, qui fera un mariage royal.

### De la difficulté d'être femme et régente
Amalasonte, jeune veuve depuis 522/523, gouverne le royaume pour son fils Athalaric, alors âgé de 10 ans, après la mort de son père Théodoric le Grand en 526.
Selon Grégoire de Tours, en 526, à la mort de son père, Amalasonte, que sa mère Audoflède souhaite remarier à un membre d'une famille royale, s'enfuit avec un de ses serviteurs, Traguilan. Audoflède entre dans une grande fureur et envoie une troupe armée à la recherche de sa fille. Les soldats étranglent Traguilan, battent la princesse et la ramènent à la cour,.
Dès l'accession de son fils au trône, elle envoie une ambassade à l'empereur d'Orient pour solliciter la reconduction des pouvoirs accordés à Théodoric, elle rend la Septimanie à son neveu Amalaric et elle rend aux enfants de Boèce et de Symmaque les biens confisqués par son père.
Elle avait hérité du talent diplomatique de son père et se rendit compte que le moyen le plus économique de prévenir une invasion de l'Italie par l'armée byzantine était d'avoir avec l'empereur des relations cordiales. Elle entretient de nombreuses ambassades avec les royaumes voisins et elle fait une politique de compromis en n'intervenant pas dans leurs conflits propres, se contentant parfois de soutenir les fuyards, comme sa nièce Amalaberge après l’assassinat de son mari Hermanfred en la recevant à Ravenne.
Sa position de femme dans un monde de rois barbares rend sa situation inconfortable car elle ne peut diriger l'armée. Elle adopte une attitude effacée en apparence, laissant la place visible à son fils et agissant plutôt dans la discrétion de sa condition féminine. Les Goths lui reprochent la façon dont elle élève son fils, dans la culture romaine, la débauche de ce dernier laissée sans punition corporelle ; elle désapprouve mais ne le montre pas, car sans alibi masculin en la personne de son fils elle ne peut régner.
Pour la conseiller, elle prend pour ministre le savant Cassiodore et s'entoure surtout de Romains.

### Un mariage dangereux
Au début des années 530, Amalasonte doit faire face aux ambitions du neveu de Théodoric, Théodat, alors préfet de Toscane, qui ne cesse de chercher à agrandir ses possessions de façon illégale dans le royaume. Au courant de ses débordements, Amalasonte le fait venir à Ravenne et l'oblige à rendre les territoires injustement conquis. 
Théodat, pour se venger, se rapproche des émissaires de l'empereur d’Orient et leur propose de leur livrer la Toscane contre une somme d'argent, une place au Sénat et une retraite à Constantinople.
Le jeune roi Athalaric meurt prématurément en 534. Pour conserver le pouvoir, sa mère Amalasonte doit partager le trône avec Théodat, son cousin, seul descendant direct mâle de la dynastie sacrée des Amales, qui devient son époux. Elle espère ainsi pouvoir continuer à régner à ses côtés, mais c'est sans compter sur le désir de vengeance de l'ancien préfet de Toscane.
L'année suivante, après avoir renvoyé ses ministres, Théodat fait courir le bruit qu'Amalasonte est responsable de la mort suspecte de sa mère Audoflède. Après l'avoir accusée d'avoir assassiné sa mère à la fin d'un repas à la suite d'un rite arien, il chasse Amalasonte de Ravenne, la confinant dans la forteresse d'une île du lac de Bolsena en 535. 
Théodat l'oblige alors à écrire une lettre décrivant les bons traitements qu'elle reçoit dans sa prison à destination de l'empereur Justinien qui reproche son arrestation à Théodat. Justinien envoie l'ambassadeur Pierre le Patrice rencontrer Théodat à Ravenne dans le but de faire libérer la reine mais celui-ci arrive trop tard . Amalasonte est étranglée dans son bain par ses ennemis avec l'accord de Théodat avant son arrivée.

### Le détonateur des guerres gothiques
Cet assassinat sert de prétexte au général byzantin Bélisaire, au service de l'empereur Justinien, pour intervenir en Italie et se mêler des affaires ostrogothiques, provoquant ainsi les guerres gothiques qui dévastèrent la péninsule durant près de vingt ans.
De leur côté, les princes francs, cousins d'Amalasonte, exigent réparation. Théodat leur offre de payer une amende (wergeld) de 50 000 sous, ce qui provoque la division entre les frères sur la manière de partager cet or.

## Postérité

### Dans les arts
On trouve un portrait d'Amalasonte parmi les Femmes Illustres de Madeleine de Scudéry en 1652.
Amalasonte est une tragi-comédie historique de Philippe Quinault, écrite en 1658 dans laquelle les rôles sont inversés : Amalasonte est le bourreau et Théodat la victime.
Amalasonte apparaît également dans Théodat, une tragédie de Thomas Corneille, écrite en 1673. Dans celle-ci, Amalasonte représente un obstacle au bonheur de Théodat, qui aime Ildegonde. 
Amalswentha est un personnage secondaire du roman uchronique de science-fiction De peur que les ténèbres de Lyon Sprague de Camp en 1939.
Amalaswintha est également un des personnages du film d'aventure Pour la conquête de Rome I de Robert Siodmak.

### En science
L'astéroïde 650 Amalasuntha porte son nom.
Ranunculus amalasuinthae est une micro-espèce des renoncules tête-d’or, connue de la Poméranie polonaise, dont l’une des localités se situe non loin du cimetière des Goths de Grzybnica,.

### Sources primaires
- Jordanès, Getica.
- Procope de Césarée, Histoire de la guerre contre les Goths & Histoire secrète de Justinien.
- Grégoire de Tours, Histoire des Francs.